# Pangio kuhlii
La locha kuhli (Pangio kuhlii, antiguamente denominado Acanthophthalmus kuhlii), es un pez de la familia de los cobítidos y del género Pangio. 
La locha kuhli es un pez con forma de anguila con lados ligeramente comprimido, cuatro pares de barbillas alrededor de la boca y aletas muy pequeñas.
La aleta dorsal comienza detrás de la parte media del cuerpo, y la aleta anal muy por detrás de este.
Los ojos están cubiertos con una piel transparente.
El cuerpo tiene 10 a 15 de color marrón oscuro a negro barras verticales y las distancias entre ellos son el salmón rosado a amarillo con la parte inferior luz.
Cuando en los peces no se activa la reproducción, el dimorfismo sexual no es fácilmente evidente.
Sin embargo, la observación revela que los machos tienen más de un musculoso superior / dorsal sección transversal y sus aletas pectorales tienden a ser más grandes, más en forma de paleta, y a menudo tienen algo de pigmento en ellas.
Cuando cría, las hembras a menudo se hacen más grandes que el macho y los ovarios verdosos pueden ser vistos a través de la piel antes del desove.
El desove no es fácil, pero cuando se produce unos pocos cientos de huevos verdosos se establecen entre las raíces de las plantas flotantes.
Lochas kuhli alcanzan la madurez a 2 ¾ pulgadas (7 cm) y tienen una longitud máxima de 4 pulgadas (10 cm). Este pez puede vivir por más de 10 años.

## Distribución
Se distribuye por Malasia, Sumatra, Java y Borneo.

## Comportamiento
El hábitat natural del locha kuhli son los lechos de arena de ríos lentos y arroyos limpios de montaña.
Se trata de un pez social y se encuentran típicamente en pequeños grupos (no son bancos de peces, pero disfrutan de la compañía de su especie), pero son cautelosos y nocturnos por naturaleza y nadan cerca del fondo, donde se alimentan alrededor de obstáculos.
Viven en climas tropicales y prefieren el agua con un 5,5 a 6,5 de pH, pero toleran un pH 7,0 en el acuario, una dureza del agua de 5,0 dGH, y un rango de temperatura de 75 - 86 °F (24 - 30 °C).
Los lochas kuhli son carroñeros, por lo que comerán cualquier cosa que llegue al fondo.
Los lochas kuhli generalmente se alimentan por la noche, pero se les puede enseñar a comer durante el día en el acuario.
En cautividad, conviene tener cuidado con las aberturas de las tapas, porque se deslizan con agilidad por cualquier parte.

## Alimentación
Omnívoro; cualquier alimento que se deposite en el fondo.

## Longitud
Unos 12cm las hembras y 10cm los machos aproximadamente.

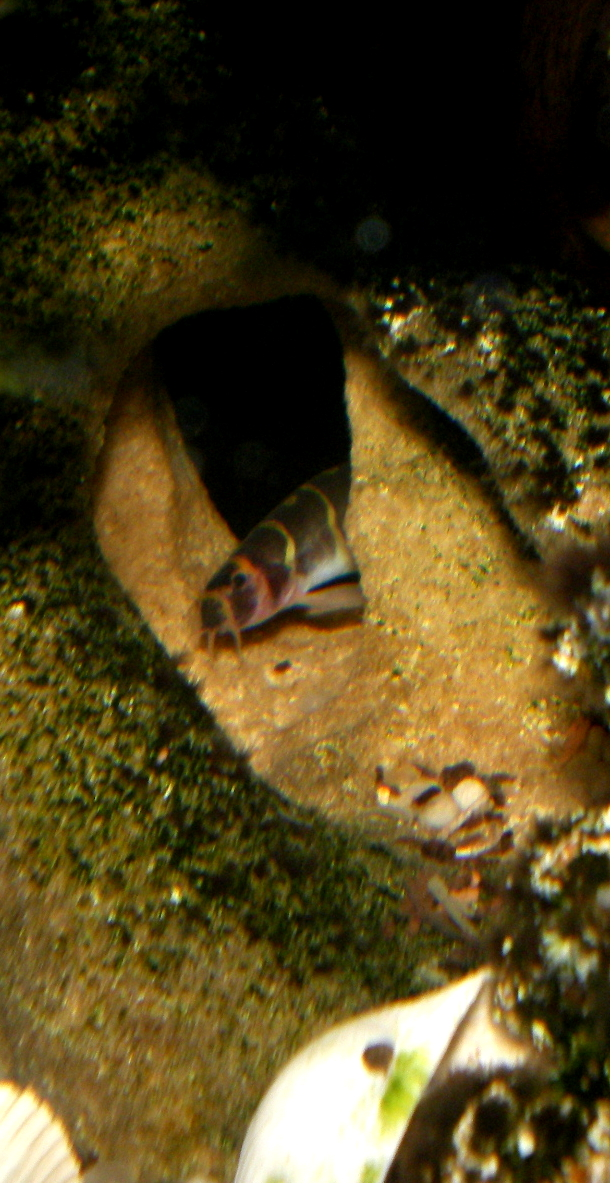

## Cautividad
La locha kuhli es mantenido como mascota en un acuario tropical.
Hay un número de especies del género Pangio que parecen similares y se venden bajo el mismo nombre, requieren un cuidado similar, y son todos muy adecuado para los tanques comunitarios.
Ellos tienden a ser resistentes y de larga vida en el acuario y se llevan bien con sus semejantes, así como los demás.
En un entorno de acuario, especialmente si la grava es adecuadamente de grano fino,
Las especies Pangio pueden esconderse en el fondo y allí permanecen invisibles durante largos períodos de tiempo, saliendo a comer durante la noche.
Los Kuhlis a veces también puede nadar sin protección en las entradas de filtro, que puede dar lugar a la muerte. [2]
La reproducción en cautiverio requiere muchos espacios para esconderse y calidad del agua constante. [3]
Los parámetros fisicoquímicos en los que hay que mantener el agua, son:
- Temperatura 23-28 °C
- Dureza del agua 5-10 ºdGH
- pH 6-7.